# Organopoda subbrunnea
Organopoda subbrunnea là một loài bướm đêm trong họ Geometridae.